# Kamil Agalárov
Kamil Agabékovich Agalárov (en ruso: Камиль Агабекович Агаларов; nacido el 11 de junio de 1988 en Majachkalá) es un futbolista ruso que juega actualmente en el Anzhi Majachkalá de la Liga Premier de Rusia. Agalarov debutó como profesional con el FC Dynamo Majachkalá en 2005 en la Primera División de Rusia antes de fichar por sus rivales del Anzhi en 2008.
Kamil es hermano de Ruslán Agalárov, exfutbolista internacional uzbeko.

## Clubes
| Club                      | País  | Año           |
| ------------------------- | ----- | ------------- |
| Dynamo Majachkalá         | Rusia | 2005-2006     |
| Chernomorets Novorossiysk | Rusia | 2007          |
| Dagdizel Kaspiysk         | Rusia | 2008          |
| Anzhi Majachkalá          | Rusia | 2008-presente |